# Parc Federico García Lorca (Séville)
Pour les articles homonymes, voir Parc Federico García Lorca.
Le parc Federico García Lorca est un parc de la ville andalouse de Séville, en Espagne. Il est nommé en mémoire de Federico García Lorca, poète et dramaturge espagnol.
Il est situé dans le quartier de Nervión, dans le district homonyme. Il est limité au nord-ouest par la rue Villegas y Marmolejo, au nord-est par la rue Federico García Lorca, à l'est par la rue Marqués del Nervión et au sud par la rue Fernández de Ribera.
Créé en 1987, il couvre une superficie de 0,9 ha.
Dix-huit espèces végétales y sont représentées, comme le chêne vert, la dentelaire du Cap, le laurier-rose, l'arbre au poivre, le magnolia à grandes fleurs, le lilas de Perse, le faux-poivrier, le buddleia de David, l'hibiscus Rose de Chine, le bigaradier, des bougainvillées, Ceiba speciosa, Tipuana tipu, Forsythia suspensa et Lantana,.